# Maldição Kennedy
A tragédia dos Kennedys, coloquialmente conhecido como a maldição Kennedy é um termo frequentemente usado para descrever a série de tragédias que tomaram conta dos membros da família Kennedy. Alguns apelam para a contínua má sorte da família Kennedy como uma maldição. Vários membros da família morreram de causas não naturais, os mais proeminentes foram os assassinatos dos irmãos John e Robert, que foram mortos em 1963 e 1968 respectivamente, e o filho do primeiro, John, Jr., que morreu em um acidente de avião junto com sua esposa, Carolyn Bessette-Kennedy, e a cunhada, Lauren Bessette, em 1999.
A existência de tal maldição tem sido discutida por outros que têm argumentado que muitas dessas tragédias foram causadas por negligência grosseira, como dirigir embriagado ou pilotar uma aeronave em condições precárias, e outras seriam resultado natural dos acontecimentos que poderiam ocorrer a famílias numerosas tais como o câncer e aborto espontâneo, de modo a noção de uma maldição é uma criação da mídia.

## Cronologia
Os crentes na maldição mencionam frequentemente estes eventos como prova de má sorte da família:
- 1941 – Rosemary Kennedy se pensava ser uma retardada mental. No entanto, algumas fontes afirmam que sofria de uma doença mental, como depressão. Devido ao seu clima crescente de violência e mudanças de humor, Joseph P. Kennedy (seu pai) secretamente organizou que a submetessem a uma lobotomia. A cirurgia complicou suas habilidades cognitivas e, como conseqüência, permaneceu internada em um hospital psiquiátrico até sua morte, em 2005[4][5][6][11]
- 12 de agosto de 1944 – Joseph P. Kennedy, Jr. morreu na explosão de um avião no nordeste da Inglaterra em uma missão enquanto pilotava na Segunda Guerra Mundial[4][5][6]
- 13 de maio de 1948 – Kathleen Kennedy Cavendish morreu em um acidente de avião na França com o seu amante Peter Wentworth-Fitzwilliam, 8 ° Conde Fitzwilliam[4][5][6]
- 23 de agosto de 1956 – Jacqueline Kennedy deu à luz uma filha nascida morta.[6] Apesar de não colocarem-lhe um nome, a enterraram no Cemitério Nacional de Arlington com seus pais com uma legenda que dizia "Filha", mais tarde, os relatórios indicam que os Kennedys tinha intenção de chamá-la de Arabella Kennedy[12]
- 9 de agosto de 1963 – Patrick Bouvier Kennedy, nascido em seis semanas prematuro, morreu dois dias após seu nascimento[4][6][11]
- 22 de novembro de 1963 – O presidente John F. Kennedy foi assassinado em Dallas, Texas[4][5][6]
- 19 de junho de 1964 – O senador por Massachusetts Edward "Ted" Kennedy envolveu-se em um acidente de avião que matou um de seus assessores e o piloto. Ele foi retirado dos destroços pelo senador Birch E. Bayh II (D-Ind.) e passou semanas no hospital se recuperando da parte traseira quebrada, um pulmão perfurado, costelas quebradas e hemorragia interna[4][5]
- 6 de junho de 1968 – Robert F. Kennedy é assassinado por Sirhan Sirhan em Los Angeles no dia em que venceu a primária democrata da Califórnia na corrida presidencial[4][5][6]
- 18 de julho de 1969 – No acidente Chappaquiddick, um carro dirigido por Ted Kennedy cai de uma ponte em Martha's Vineyard, afogando a passageira Mary Jo Kopechne, sua secretária.[4][5][6][7] Na sua declaração televisionada, em 25 de julho, Kennedy disse que na noite do acidente se perguntava que "se uma maldição real se mantinha sobre todos os Kennedys"[13][14]
- 13 de agosto de 1973 – Joseph P. Kennedy II é o motorista em um acidente de carro que deixou um passageiro, Pam Kelley, permanentemente paralisado[4][6][11]
- 17 de novembro de 1973 – Edward "Ted" Kennedy, Jr. perdeu parte da perna esquerda devido ao câncer de osso aos 12 anos de idade[1][2]
- 30 de outubro de 1975 – A adolescente Martha Moxley foi assassinada aos 15 anos em Connecticut. Em 2002, Michael Skakel, sobrinho de Ethel Kennedy, se declarou culpado por homicídio qualificado, mas a sua condenação foi anulada, em 2013[15]
- 25 de abril de 1984 – David Anthony Kennedy, morreu de uma overdose de demerol e cocaína no seu quarto em um hotel em Palm Beach, Flórida[4][5][6][11]
- 1 de abril de 1991 – William Kennedy Smith foi julgado por estupro e é absolvido de todas as acusações[1][2][3][4]
- 31 de dezembro de 1997 – Michael Kennedy morreu em um acidente de esqui em Aspen, Colorado[1][4][5][6][11]
- 16 de julho de 1999 – John F. Kennedy, Jr., sua esposa, Carolyn Bessette-Kennedy, e sua cunhada, Lauren Bessette, morreram no avião Piper Saratoga pilotado por Kennedy que caiu no Oceano Atlântico a caminho de Martha's Vineyard[4][5][6]
- 16 de setembro de 2011 – Kara Anne Kennedy morreu de ataque cardíaco enquanto praticava exercícios em um clube de Washington, D.C. Nove anos antes, ela teve câncer de pulmão, mas havia se recuperado após a remoção de parte do pulmão direito[16]
- 16 de maio de 2012 – A segunda mulher de Robert Kennedy, Jr., Mary Richardson Kennedy, de 52 anos, suicidou-se por enforcamento na sua casa de Bedford, em Nova Iorque[17]
- 13 de julho de 2012 – Kerry Kennedy foi presa por dirigir sob o efeito de drogas, após sofrer um acidente rodoviário na região que liga Nova Iorque a Connecticut[18] Ela é absolvida de todas as acusações, em 28 de fevereiro de 2014[19]
- 1 de agosto de 2019 – A neta de Robert F. Kennedy, Saoirse Kennedy Hill, morreu de overdose de drogas na residência do clã Kennedy, em Hyannis Port, Massachusetts[20]
- 2 de abril de 2020 – A neta de Robert F. Kennedy, Maeve Kennedy Townsend McKean, 40 anos, e seu filho, Gideon Joseph Kennedy McKean, 8 anos, desapareceram após embarcarem em uma canoa na Baía de Chesapeake.[21] O corpo de Maeve foi encontrado por mergulhadores, em 6 de abril.[22] Dois dias depois, o corpo de Gideon foi localizado[23]